# 榊原拓
榊原 拓（さかきばら たく）は、日本のゲームクリエイター（ゲームシナリオライター）である。
株式会社葉月のゲームブランドオーガスト/ARIA所属。慶應義塾大学卒。

## 略歴
- 慶應義塾大学在籍中、ファンタジー研究会に所属。その一部のメンバーが参加して結成された同人サークル「王宮魔法劇団」の文章書きとして活躍。
- 同サークルの同人ゲーム『One Way Love〜ミントちゃん物語』でシナリオを担当、ゲームの脚本家としてデビュー。
- 「王宮魔法劇団」が有限会社葉月として法人化する際に立ち上げメンバーの一人となり、有限会社葉月（2006年株式会社化）のブランド「オーガスト」シナリオ担当として従事、現在に至る。
- 『月は東に日は西に 〜Operation Sanctuary〜』以降、内田ヒロユキ・安西秀明を加え3人体制となるが、ライターは毎日集まって誰が書いたのかが判別できなくなるまですり合わせを行っている。

## 参加作品
「王宮魔法劇団」時
- One Way Love〜ミントちゃん物語(シナリオ)

オーガスト所属時
- 2002年2月22日 - バイナリィ・ポット（企画・シナリオ・スクリプト）
- 2002年9月27日 - Princess Holiday 〜転がるりんご亭千夜一夜〜（シナリオ）
- 2003年9月26日 - 月は東に日は西に 〜Operation Sanctuary〜（シナリオ・スクリプト）
- 2004年8月27日 - オーガストファンBOX（シナリオ・スクリプト）
- 2005年9月22日 - 夜明け前より瑠璃色な（シナリオ・スクリプト）
- 2008年1月25日 - FORTUNE ARTERIAL （シナリオ・スクリプト）
- 2009年2月27日 - 夜明け前より瑠璃色な - Moonlight Cradle -（シナリオ・スクリプト）
- 2011年4月28日 - 穢翼のユースティア（シナリオ・スクリプト）
- 2013年1月25日 - 大図書館の羊飼い a good librarian like a good shepherd（シナリオ・スクリプト）
- 2013年9月27日 - 大図書館の羊飼い 放課後しっぽデイズ（シナリオ・スクリプト）
- 2014年3月28日 - 大図書館の羊飼い Dreaming Sheep（シナリオ・スクリプト）
- 2016年9月23日 - 千の刃濤、桃花染の皇姫（シナリオ・スクリプト）
- 2019年9月27日 - 千の刃濤、桃花染の皇姫 -花あかり-（シナリオ）